# Smurfhits
Smurfhits var en samling barnskivor släppta 1996-2001 i Sverige, där kända sångers texter skrevs om, så att i stället de handlade om Smurfarna, och sjöngs med "Smurfröst". Under 1997 toppade både Smurfhits 1 och 2 den svenska albumlistan.
2008 återkom fenomenet, då under namnet Smurfparty.

## Diskografi

### Album
Nedanstående album har getts ut:
| Titel        | Antal Spår | Utgivningsdatum |
| ------------ | ---------- | --------------- |
| Smurfhits 1  | 14         | 1996            |
| Smurfhits 2  | 14         | 1996            |
| Smurfhits 3  | 15         | 1997            |
| Smurfhits 4  | 15         | 1998            |
| Smurfhits 5  | 14         | 1998            |
| Smurfhits 6  | 15         | 1999            |
| Smurfhits 7  | 14         | 1999            |
| Smurfhits 8  | 16         | 2000            |
| Smurfhits 9  | 15         | 2000            |
| Smurfhits 10 | 12         | 2001            |
| Smurfparty   | 15         | 27 augusti 2008 |
| Smurfparty 2 | 13         | 2009            |
| Smurfparty 3 | 12         | 2011            |

### Singlar
Dessutom har följande singel getts ut
| Titel             | Typ    | Utgivningsdatum |
| ----------------- | ------ | --------------- |
| Jul i smurfskogen | Singel | 1996            |